# Mertendorf, Thüringen
Mertendorf är en kommun och ort i Saale-Holzland-Kreis i förbundslandet Thüringen i Tyskland.
Kommunen ingår i förvaltningsgemenskapen Eisenberg tillsammans med kommunerna Eisenberg, Gösen, Hainspitz, Petersberg och Rauschwitz.